# Porsche Cup
Der Porsche Cup ist ein seit 1970 jährlich von Porsche vergebener Preis für den besten Privatfahrer auf Porsche. Häufigster Titelträger ist der 2001 verunglückte Franzose Bob Wollek mit insgesamt sieben Gesamtsiegen.
Der Preisträger wird aufgrund eines speziellen Punktesystems ermittelt. Punkte werden für Platzierungen in der FIA GT-Meisterschaft, der American Le Mans Series, der Le Mans Series, der Grand-Am-Serie sowie bei den 24 Stunden von Le Mans vergeben. Auch nationale Gran-Turismo-Rennserien gehen mit geringerer Wertigkeit ein.

## Preisträger
| Jahr | Fahrer                       | Team                                                                        |
| ---- | ---------------------------- | --------------------------------------------------------------------------- |
| 1970 | Gijs van Lennep              | Wihuri                                                                      |
| 1971 | Erwin Kremer                 | Kremer                                                                      |
| 1972 | John Fitzpatrick             | Kremer                                                                      |
| 1973 | Gijs van Lennep              | Kremer                                                                      |
| 1974 | John Fitzpatrick             | Kremer                                                                      |
| 1975 | Claude Haldi                 | Haberthur                                                                   |
| 1976 | Bob Wollek                   | Kremer                                                                      |
| 1977 | Bob Wollek                   | Kremer                                                                      |
| 1978 | Bob Wollek                   | Kremer                                                                      |
| 1979 | Klaus Ludwig                 | Kremer                                                                      |
| 1980 | John Fitzpatrick             | Barbour                                                                     |
| 1981 | Bob Wollek                   | Kremer                                                                      |
| 1982 | Bob Wollek                   | Joest                                                                       |
| 1983 | Bob Wollek                   | Joest                                                                       |
| 1984 | Henri Pescarolo              | Joest                                                                       |
| 1985 | Jochen Mass                  | Joest                                                                       |
| 1986 | Klaus Ludwig                 | Joest                                                                       |
| 1987 | Volker Weidler               | Kremer                                                                      |
| 1988 | John Winter                  | Joest                                                                       |
| 1989 | Bob Wollek                   | Joest                                                                       |
| 1990 | Bernd Schneider              | Kremer                                                                      |
| 1991 | John Winter                  | Joest                                                                       |
| 1992 | Oscar Larrauri               | Joest                                                                       |
| 1993 | Edgar Dören                  | Freisinger                                                                  |
| 1994 | Price Cobb                   | Kelly Moss                                                                  |
| 1995 | Lilian Bryner Enzo Calderari | Stadler                                                                     |
| 1996 | Bruno Eichman                | Roock Racing                                                                |
| 1997 | Franz Konrad                 | Konrad Motorsport                                                           |
| 1998 | Franz Konrad                 | Konrad Motorsport                                                           |
| 1999 | Cort Wagner                  | Alex Job Racing                                                             |
| 2000 | Mike Fitzgerald              | G&W Motorsports                                                             |
| 2001 | Wolfgang Kaufmann            | Paco Ortí Racing                                                            |
| 2002 | Kevin Buckler                | The Racers' Group                                                           |
| 2003 | Marc Lieb                    | Freisinger Motorsport                                                       |
| 2004 | Stéphane Ortelli             | Freisinger Motorsport                                                       |
| 2005 | Tim Sugden                   | GruppeM Racing J3 Racing                                                    |
| 2006 | Wolf Henzler                 | Tafel Racing Flying Lizard Motorsports                                      |
| 2007 | Johannes van Overbeek        | Flying Lizard Motorsports                                                   |
| 2008 | Alex Davison                 | Felbermayr-Proton Flying Lizard Motorsports Autorlando Prospeed Competition |
| 2009 | Dirk Werner                  | Farnbacher Loles Racing Manthey Racing Mamerow Racing                       |
| 2010 | Gianluca Roda                | Autorlando Sport Felbermayr-Proton                                          |
| 2011 | Gianluca Roda                | Autorlando Sport Felbermayr-Proton                                          |
| 2012 | Nick Tandy                   | Manthey Racing Schütz Motorsport                                            |
| 2013 | Martin Ragginger             | Fach Autotech Tonino powered by Herberth Motorsport Falken Motorsport       |